# Záboří nad Labem
Záboří nad Labem este o comună și un sat din districtul Kutná Hora din regiunea Boemia Centrală din Republica Cehă. Are o populație de aproximativ 800 de locuitori. Obiectivul turistic principal este Biserica „Sfântul Procopie”.

## Diviziuni administrative
Comuna Záboří nad Labem este formată din două diviziuni administrative (în paranteze populația conform recensământului din 2021):
- Záboří nad Labem (722)
- Habrkovice (113)

## Geografie
Záboří nad Labem se află la aproximativ 9 kilometri (6 mi) nord-est de Kutná Hora și la 29 kilometri (18 mi) vest de Pardubice. Cea mai mare parte a comunei se găsește într-un peisaj plat din Platoul Elba Centrală (în cehă Středolabská tabule), doar o mică parte a teritoriului comunei, din nord-vest, se extinde în Munții de Fier (în cehă Železné hory). Cel mai înalt punct se află la 242 metri (794 ft) deasupra nivelului mării. Comuna este situată la confluența râurilor Elba și Doubrava.

## Istorie
Prima mențiune scrisă despre Záboří nad Labem datează din anul 1338, când satul era deținut de Abația din Sedlec⁠(d) (în cehă Sedlecký klášter).
În timpul Războaielor Husite, mănăstirea a fost incendiată, iar satul Záboří nad Labem a fost anexat la moșia Kolín în 1436. Această situație s-a menținut până în 1636, când satul a fost dobândit prin căsătorie de către Bedřich Kašpar Švihovský și anexat moșiei Nové Dvory⁠(d).

## Transporturi

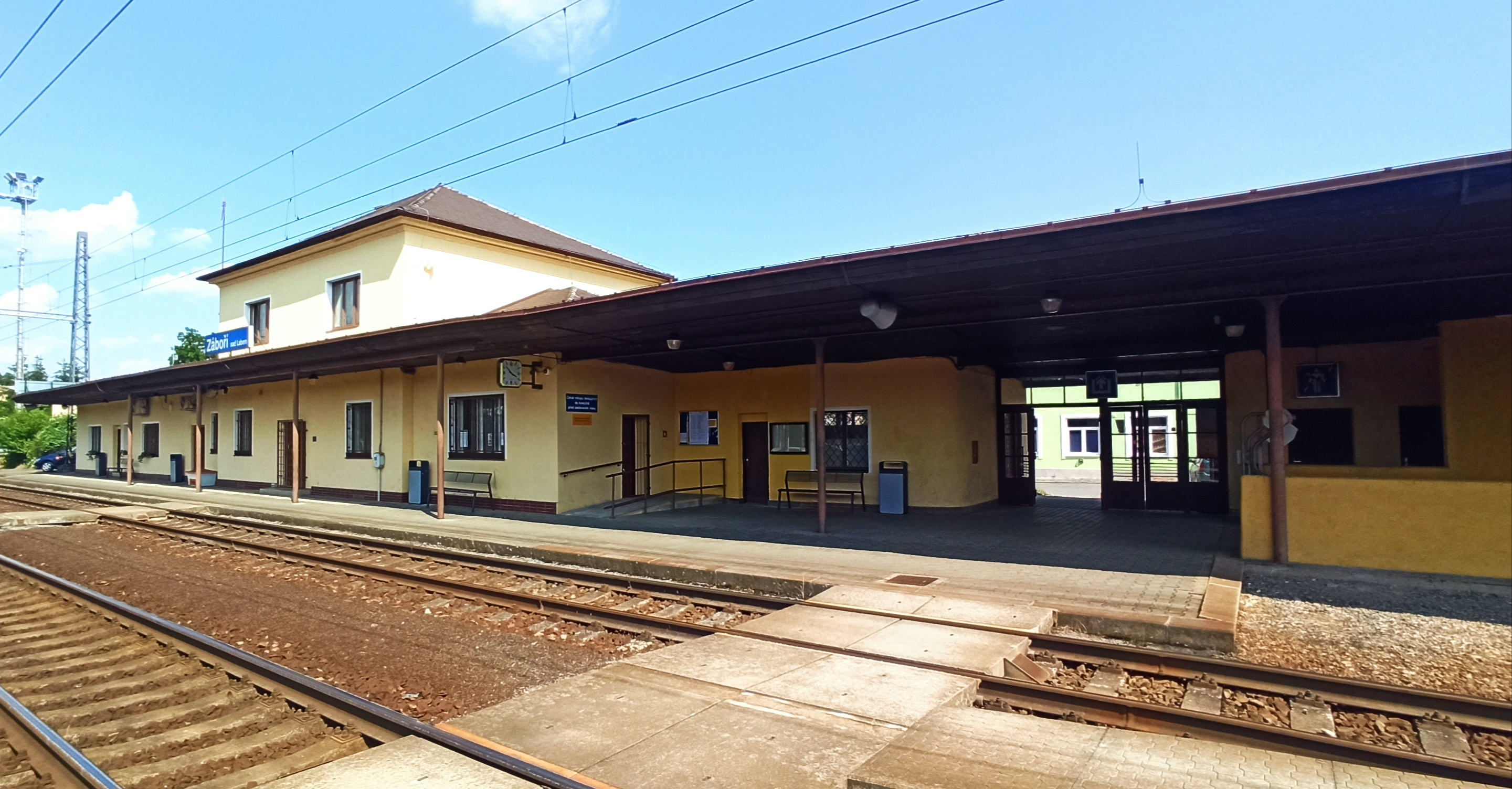
Gara

Drumul I/2 (tronsonul de la Kutná Hora spre Pardubice) trece prin partea de sud a comunei.
Záboří nad Labem se află pe linia de cale ferată Kolín – Česká Třebová.

## Obiective turistice
Obiectivul turistic din Záboří nad Labem este Biserica „Sfântul Procopie”. Inițial a fost o biserică romanică de la mijlocul secolului al XII-lea, reconstruită în stilul baroc timpuriu. Lângă biserică se află o clopotniță separată din lemn.